# 5e régiment de lanciers (Belgique)
 (décembre 2023).
Si vous disposez d'ouvrages ou d'articles de référence ou si vous connaissez des sites web de qualité traitant du thème abordé ici, merci de compléter l'article en donnant les références utiles à sa vérifiabilité et en les liant à la section « Notes et références ».

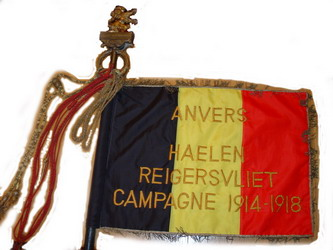

Le 5e régiment de lanciers (néerlandais : 5de Lansiers) était un régiment de cavalerie de l'armée belge. Il est créé par arrêté royal le 11 novembre 1913.

## Historique
Il est constitué au début de la guerre, le 12 août 1914, avec des cavaliers provenant des 1er, 2e, 3e et 4e lanciers, du 2e guides, des 2e et 4e chasseurs à cheval et de la gendarmerie. Avec le 4e lanciers, il forme la 2e brigade de la division de cavalerie. 

### Première Guerre mondiale
Le régiment combat sur le front lors de la Première Guerre mondiale et se distingue lors de la bataille de Haelen, au siège d'Anvers, par la capture d'un sous-marin allemand en 1917 à Wissant avec l'aide du 4e lanciers et lors des combats sur le Reigersvliet où il perd les deux tiers de son effectif. 

### De 1923 à 2005
Après l'armistice, le régiment retourne un temps dans sa garnison de Malines avant d'être stationné sur le Rhin comme unité d'occupation. Pour des raisons d'économie, il est dissous une première fois le 29 octobre 1923. Lors de la mobilisation de 1939, le régiment n'est pas reconstitué. En 1952, le régiment est réactivé d'abord comme unité de réserve de chars lourds sous le nom de 5e bataillon de lanciers puis est de nouveau dissous le 1er juillet 1960. Les traditions sont transmises au 1er bataillon de chars lourds qui change son nom le 1er décembre de la même année en 5e régiment de lanciers. Il est transformé en une unité de chars moyens équipé de Patton M47 et M46 et est regroupé à Lüdenscheid (excepté l'escadron B qui reste à Soest jusqu'en août 1962). Il participe en 1965 au Canadian Army Trophy.
Le 24 juin 1969, le régiment est réformé en Centre d'instruction et de démonstration des troupes blindées en garnison à Bourg-Léopold. Le 1er septembre 1969, le bataillon d'instruction de chars Léopard I est renommé en Escadron 5e lanciers. En 1971, la dénomination est modifiée en Groupe Léopard. À la suite d'une réforme de l'armée portant sur les bataillons de province et la création du Commandement territorial interforces (ITC), la province du Limbourg est dotée d'un bataillon se composant d'un état-major, de trois compagnies d'infanterie légères et d'un escadron léger de reconnaissance, qui reçoit la dénomination Régiment territorial des lanciers le 1er juillet 1995. Le 25 octobre 2005, le bataillon territorial disparaît définitivement au profit de la TSU-Limbourg (Territorial Support Unit Limbourg).

## Étendard
L'étendard du 5e régiment de lanciers est attribué le 12 août 1914 au matin, juste avant la bataille de Halen, par le lieutenant-général De Witte. Il porte les inscriptions suivantes :
- Anvers
- Haelen
- Reigersvliet
- Campagne 1914-1918

Fourragère de la Croix de Guerre 1914-1918. Il est transféré ainsi que les traditions au commandement militaire de la province du Limbourg en 2005.

## Sources
- Site de l'armée belge